# Автомагістраль Пекін—Тяньцзінь—Тангу
Швидкісна дорога Пекін - Тяньцзінь - Тангу (кит. спр. 京津塘 高速公路, піньїнь: Jīngjīntáng Gāosùgōnglù) - платна  швидкісна автодорога, що з'єднує Пекін через центр Тяньцзіня зі східнотяньдзінським районом Тангу. Дорога має 4 смуги (по 2 в кожному напрямку), довжина - 143 км. Плата за користування дорогою в Пекіні стягується починаючи з Даянфана в районі  П'ятої кільцевої автодороги.
Зараз цей маршрут є частиною швидкісної автомагістралі G2 Пекін–Шанхай.

## Маршрут
Пекін (Фенчжунси - Шібалідянь - Даянфан - Мацзюйцяо - Цайюй) - міський округ Ланфан провінції Хебей - Тяньцзінь (Янцунь - Центр Тяньцзіня - Тяньцзіньська аеропорт - район Тангу).

## Історія
Запущена в експлуатацію 25 вересня 1993. На той момент це була перша швидкісна дорога, побудована за сучасними стандартами. З її будівництвом утворився транспортний коридор Пекін-Тяньцзінь, а шлях від Пекіна до Тяньцзіня став займати всього одну годину. Однак у зв'язку з бурхливим зростанням добробуту китайців в 1990-х, різким зростанням числа автомобілів в особистому користуванні, а також тим, що траса стала активно використовуватися для вантажних перевезень між Пекіном і Тяньцзінем, вона швидко опинилася забитою до відмови: якщо при будівництві планувалося проходження 50 000 автомобілів в день, то в даний час нею щодня користується 130 000 машин. У поєднанні з поганим забезпеченням безпеки руху, пекінським смогом і відсутністю нічного освітлення за межами пекінського  4-го кільця, все це призвело до того, що цю дорогу часто називають «дорогою смерті».